# Shakespeare a Palermo
Shakespeare a Palermo è un film del 1997 diretto da Francesca Comencini.

## Trama
Francesca Comencini si intrufola alle prove dell'opera teatrale Sogno. La regista coglie gli aspetti fondamentali del teatro del grande maestro Carlo Cecchi, che porta gli attori allo sfinimento provando e ripetendo le battute, spingendoli a dare vita, ogni volta che si prova, a nuove condizioni, a un nuovo rapporto col personaggio interpretato. Cerca di creare un legame fisico con i personaggi che gli attori devono interpretare. Dà vita al concetto che prende il nome di "Qui e ora", che nasce appunto dall'esigenza e dalla ricercata propensione a ridare vita al personaggio e al testo ogni volta che si recita, in modo nuovo e profondo, nel preciso momento in cui le parole vengono rinnovate con forza fino a diventare qualcos'altro.